# 1-й Белорусский фронт
1-й Белору́сский фро́нт — формирование (объединение) РККА, один из фронтов Красной Армии, на заключительном этапе Великой Отечественной войны. Образован 24 февраля 1944, упразднён 5 апреля, но уже 16 апреля восстановлен и просуществовал до конца войны. Освобождал Белоруссию, Польшу, принимал решающее участие в Битве за Берлин.

## Первое формирование

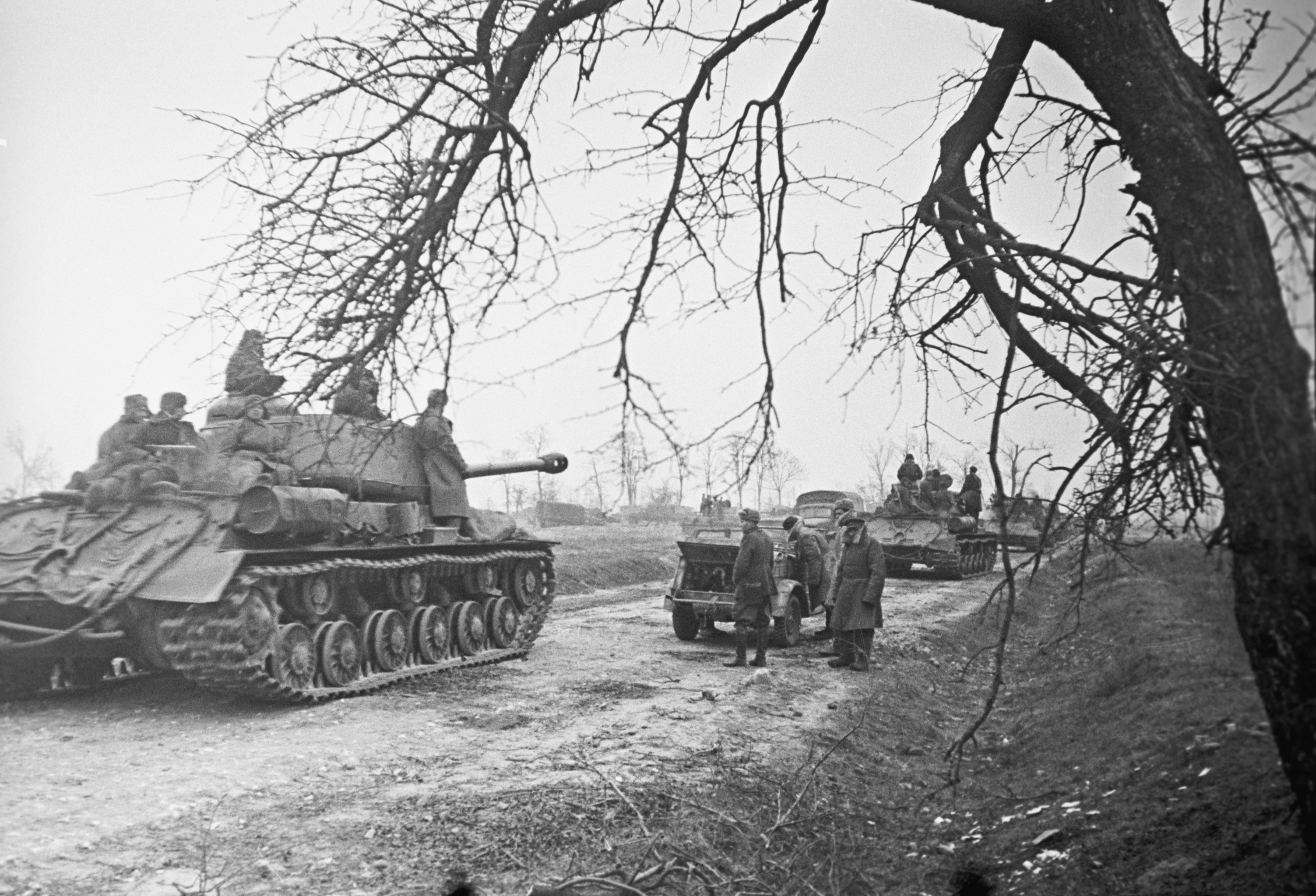
Танки вошли в прорыв на плацдарме за рекой Вислой, 1-й Белорусский фронт, Польша.

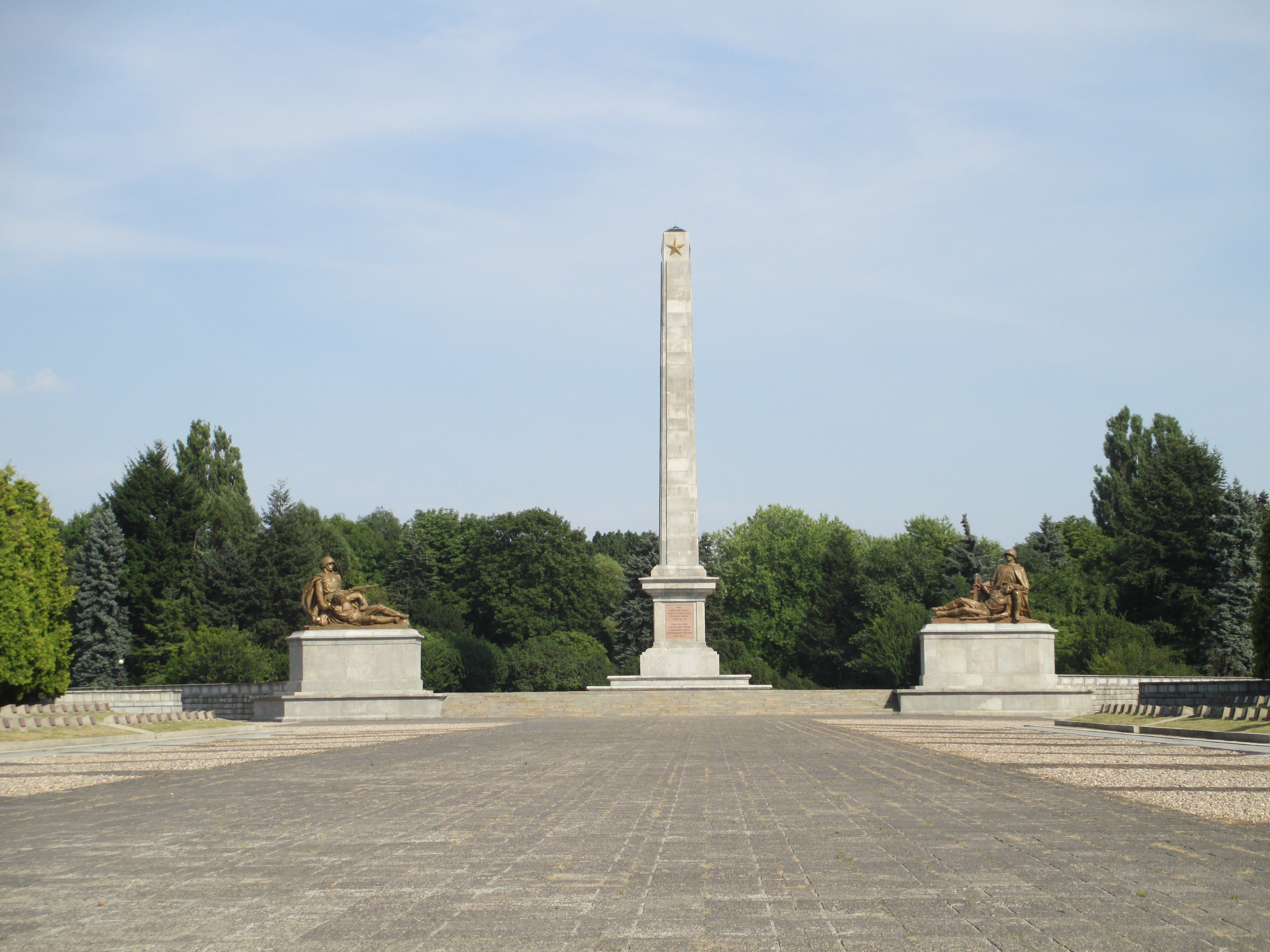
Военное мемориальное кладбище в Варшаве, где похоронены воины 1 Белорусского фронта.

Фронт первого формирования сформирован на западном направлении 24 февраля 1944 года на основании директивы Ставки ВГК от 17 февраля 1944 года путём переименования Белорусского фронта первого формирования. В состав фронта вошли:
- управление;
- 3-я, 10-я, 48-я, 50-я, 61-я, 65-я армии и 16-я воздушная армия;
- соединения и части;

В начале 1944 года войска фронта вели операции местного значения в Белоруссии. 21—26 февраля войска правого крыла фронта провели Рогачевско-Жлобинскую операцию и, захватив плацдарм на правом берегу Днепра, освободили Рогачёв.
5 апреля 1944 года на основании директивы Ставки ВГК от 2 апреля 1944 года фронт опять переименован в Белорусский фронт второго формирования.

1 Белорусский фронт (I)
Подчиненные воинские части:
- 27 отдельный полк резерва офицерского состава 24.02.1944—05.04.1944
- 109 отдельная автотранспортная рота 24.02.1944—09.03.1944
- санитарно-контрольный пункт 89 24.02.1944—05.04.1944
- 17 отдельный учебный танковый полк 24.02.1944—05.04.1944
- 26 отдельный запасной саперный батальон 24.02.1944—05.04.1944
- 179 отдельный зенитный артиллерийский дивизион 24.02.1944—05.04.1944
- 31 отдельный зенитный артиллерийский дивизион 24.02.1944—05.04.1944
- 27 отдельный зенитный артиллерийский дивизион 24.02.1944—05.04.1944
- 17 отдельный зенитный артиллерийский дивизион 24.02.1944—05.04.1944
- 255 отдельный саперный батальон 24.02.1944—05.04.1944
- 636 отдельная автотранспортная рота 24.02.1944—05.04.1944
- 350 отдельная автотранспортная рота подвоза 24.02.1944—05.04.1944
- 277 отдельная автотранспортная рота 24.02.1944—05.04.1944
- 646 отдельная автотранспортная рота 24.02.1944—05.04.1944
- 168 автосанитарная рота 24.02.1944—01.04.1944
- 177 отдельный автомобильный (автотранспортный) батальон24.02.1944—05.04.1944
- 224 отдельный резервный батальон связи 24.02.1944—05.04.1944
- 243 отдельный батальон связи резерва 24.02.1944—05.04.1944
- 305 гвардейский минометный полк моряков 24.02.1944—05.04.1944
- склад хранения зерна 4 24.02.1944—05.04.1944
- отдельная аэродромно-техническая рота военно-воздушных сил 24.02.1944—05.04.1944
- 1395 отдельная рота связи бронетанковых и механизированных войск 24.02.1944—05.04.1944
- 1623 отдельная рота связи 24.02.1944—05.04.1944
- Управление оборонительного строительства 27 24.02.1944—05.04.1944
- 161 укрепленный район 24.02.1944—05.04.1944
- 423 отдельный пулеметный артиллерийский батальон (пулеметный) 24.02.1944—05.04.1944
- 356 отдельный пулеметный артиллерийский батальон 24.02.1944—05.04.1944
- военно-санитарный противоэпидемический отряд 24.02.1944—05.04.1944
- 11 гвардейский танковый корпус 24.02.1944—05.04.1944
- 29 отдельный полк резерва офицерского состава 24.02.1944—05.04.1944
- 25 отдельная рота медицинского усиления 24.02.1944—05.04.1944
- 2 армейская оперативная группа ГМЧ (начальники группы подполк овники Фанталов и Цыганов) 24.02.1944—05.04.1944
- 3 армия 24.02.1944—05.04.1944
- 10 армия 24.02.1944—05.04.1944
- 50 армия 24.02.1944—05.04.1944
- 48 армия 24.02.1944—05.04.1944
- 61 армия 24.02.1944—25.02.1944
- 16 воздушная армия 24.02.1944—05.04.1944
- подвижная ремонтная мастерская 17 оперативной группы гвардейских минометных частей 24.02.1944—05.04.1944
- 10 отдельный стрелковый батальон Управления контрразведки "СМЕРШ" 24.02.1944—05.04.1944
- 119 отдельный батальон охраны 24.02.1944—05.04.1944
- 8 отдельный штрафной батальон 24.02.1944—05.04.1944
- 8 отдельная запасная рота химической защиты 24.02.1944—05.04.1944
- Оперативная группа Белорусского фронта партизанского движения военного совета 24.02.1944—05.04.1944
- Управление войск НКВД охраны тыла 24.02.1944—05.04.1944
- Отдел НКВД по делам военнопленных при УТ 24.02.1944—05.04.1944
- 110 рота по сбору, эвакуации и ремонту трофейной техники 24.02.1944—05.04.1944
- 71 эвакуационная рота 24.02.1944—05.04.1944
- 70 эвакуационная рота 24.02.1944—05.04.1944
- Подвижная ремонтная база 70 Волховской группы войск 24.02.1944—05.04.1944
- 129 отдельный ремонтно-восстановительный батальон 24.02.1944—05.04.1944
- 44 отдельный ремонтно-восстановительный батальон 24.02.1944—05.04.1944
- эвакуационный госпиталь 1416 24.02.1944—05.04.1944
- эвакуационный госпиталь 1748 24.02.1944—05.04.1944
- эвакуационный госпиталь 3421 24.02.1944—05.04.1944
- 65 армия 25.02.1944—05.04.1944
- станция переливания крови 1 03.03.1944—05.04.1944
- 47 армия 05.04.1944—05.04.1944

## Второе формирование
Фронт второго формирования образован 16 апреля 1944 года на основании директивы Ставки ВГК от 12 апреля 1944 года переименованием Белорусского фронта второго формирования. В состав фронта вошли 3-я, 47-я, 48-я, 60-я, 61-я, 65-я, 69-я, 70-я армии и 16-я воздушная армия. В последующем в состав фронта входили также 8-я гвардейская армия (с 15 июня), 3-я (с 31 декабря) и 5-я (с 30 октября) ударные армии, 28-я (с 27 мая по 15 сентября) и 33-я (с 19 октября) армии, 1-я (с 22 ноября 1944 года по 8 марта 1945 года и вновь с 28 марта) и 2-я (с 20 ноября) гвардейские танковые армии, 2-я танковая армия (с 15 июня по 6 сентября, вновь с 30 октября, 20 ноября преобразована во 2-ю гвардейскую танковую армию), 6-я воздушная армия (с 29 апреля по 8 сентября), 1-я и 2-я армии Войска Польского. В оперативном подчинении фронта находилась Днепровская военная флотилия.
В ходе Белорусской стратегической операции 24—29 июня 1944 года войска фронта провели Бобруйскую операцию, в результате которой окружили и уничтожили более 6 дивизий противника. С 29 июня по 4 июля 1-й Белорусский фронт частью сил участвовал в проведении Минской операции. С 18 июля по 2 августа войска фронта провели Люблин-Брестскую операцию, в ходе которой форсировали Вислу, захватили на её левом берегу Магнушевский и Пулавский плацдармы, освободили города Брест, Седлец, Люблин.
В августе — декабре войска фронта вели боевые действия по удержанию и расширению плацдармов на Висле (Магнушевский плацдарм) и Нареве (Сероцкий плацдарм, Ружанский плацдарм), готовились к зимнему наступлению; в результате этих боёв, за август и сентябрь 1944 года потери 1-го Белорусского фронта превысили 170 тысяч человек, в том числе убитыми — свыше 30 тысяч. С 14 января по 3 февраля 1945 года, участвуя в Висло-Одерской стратегической операции, провели Варшавско-Познанскую операцию и, освободив центральную часть Польши с Варшавой, вышли на Одер, захватив на левом берегу реки плацдарм севернее и южнее Кюстрина.
10 февраля — 4 апреля войска правого крыла фронта, участвуя в Восточно-Померанской стратегической операции, освободили северную часть Польши. Одновременно велись боевые действия по удержанию и расширению плацдармов на Одере.
16 апреля — 8 мая фронт участвовал в проведении Берлинской стратегической операции, в ходе которой войска фронта во взаимодействии с войсками 1-го Украинского и при содействии войск 2-го Белорусского фронтов штурмом овладели столицей Германии — Берлином.
Сводная колонна фронта участвовала в Параде Победы.

1 Белорусский фронт (II)
Подчиненные воинские части:

11 гвардейский танковый корпус
16.04.1944 - 09.05.1945
423 отдельный пулеметный артиллерийский батальон (пулеметный)
16.04.1944 - 09.05.1945
305 гвардейский минометный полк моряков
16.04.1944 - 09.05.1945
склад хранения зерна 2
16.04.1944 - 12.08.1944
отдельная аэродромно-техническая рота военно-воздушных сил
16.04.1944 - 09.05.1945
1623 отдельная рота связи
16.04.1944 - 09.05.1945
Управление оборонительного строительства 27
16.04.1944 - 09.05.1945
161 укрепленный район
16.04.1944 - 09.05.1945
склад хранения зерна 4
16.04.1944 - 12.08.1944
28 армия
16.04.1944 - 09.05.1945
16 воздушная армия
16.04.1944 - 09.05.1945
70 армия
16.04.1944 - 18.11.1944
48 армия
16.04.1944 - 30.09.1944
65 армия
29.04.1944 - 30.11.1944
1 армия Войска Польского
30.04.1944 - 18.06.1945
2 танковая армия
15.06.1944 - 20.11.1944
122 гаубичная артиллерийская бригада
01.07.1944 - 30.09.1944
124 гаубичная артиллерийская бригада
01.07.1944 - 30.09.1944
1070 истребительно-противотанковый артиллерийский полк
13.08.1944 - 19.08.1944
26 отдельный запасной саперный батальон
16.12.1944 - 09.05.1945
17 отдельный учебный танковый полк
16.12.1944 - 09.05.1945
станция переливания крови 1
16.12.1944 - 09.05.1945
санитарно-контрольный пункт 89
16.12.1944 - 09.05.1945
санитарно-контрольный пункт 88
16.12.1944 - 09.05.1945
военно-санитарный противоэпидемический отряд
16.12.1944 - 09.05.1945
255 отдельный саперный батальон
16.12.1944 - 09.05.1945
17 отдельный зенитный артиллерийский дивизион
16.12.1944 - 09.05.1945
177 отдельный автомобильный (автотранспортный) батальон
16.12.1944 - 09.05.1945
636 отдельная автотранспортная рота
16.12.1944 - 09.05.1945
350 отдельная автотранспортная рота подвоза
16.12.1944 - 09.05.1945
277 отдельная автотранспортная рота
16.12.1944 - 09.05.1945
646 отдельная автотранспортная рота
16.12.1944 - 09.05.1945
склад хранения зерна 3313
16.12.1944 - 09.05.1945
110 отдельный батальон связи резерва
16.12.1944 - 09.05.1945
224 отдельный резервный батальон связи
16.12.1944 - 09.05.1945
эвакуационный госпиталь 3421
16.12.1944 - 09.05.1945
25 отдельная рота медицинского усиления
16.12.1944 - 09.05.1945
эвакуационный госпиталь 1748
16.12.1944 - 09.05.1945
эвакуационный госпиталь 1416
16.12.1944 - 09.05.1945
2 гвардейский кавалерийский корпус
16.12.1944 - 10.04.1945
8 гвардейская армия
16.12.1944 - 09.05.1945
47 армия
16.12.1944 - 09.05.1945
8 гвардейский механизированный корпус
16.12.1944 - 07.03.1945
1 механизированный корпус
16.12.1944 - 16.02.1945
69 армия
16.12.1944 - 09.05.1945
1 гвардейская танковая армия
16.12.1944 - 08.03.1945
33 армия
16.12.1944 - 09.05.1945
2 гвардейская танковая армия
16.12.1944 - 19.03.1945
подвижная ремонтная мастерская 56 гвардейских минометных частей
16.12.1944 - 09.05.1945
подвижная железнодорожная автобронетанковая ремонтная мастерская 5
16.12.1944 - 09.05.1945
подвижная железнодорожная ремонтно-восстановительная мастерская
16.12.1944 - 09.05.1945
7 гвардейский кавалерийский корпус
16.12.1944 - 18.02.1945
107 отдельная разведывательная рота
16.12.1944 - 09.05.1945
17 отдельный стрелковый батальон Управления контрразведки "СМЕРШ"
16.12.1944 - 09.05.1945
119 отдельный батальон охраны
16.12.1944 - 09.05.1945
59 отдельный батальон охраны
16.12.1944 - 09.05.1945
22 отдельный батальон охраны
16.12.1944 - 09.05.1945
Управление войск НКВД охраны тыла
16.12.1944 - 09.05.1945
учебная команда Управления войск НКВД охраны тыла Действующей армии
16.12.1944 - 09.05.1945
Инспекция управления военного снабжения НКВД СССР при УТ
16.12.1944 - 09.05.1945
70 эвакуационная рота
16.12.1944 - 09.05.1945
51 эвакуационная (эвакотракторная) рота
16.12.1944 - 09.05.1945
5 ударная армия
16.12.1944 - 09.05.1945
61 армия
25.12.1944 - 09.05.1945
3 ударная армия
31.12.1944 - 18.06.1945
1 пушечный артиллерийский полк
03.01.1945 - 09.05.1945
12 гвардейский танковый корпус
01.02.1945 - 18.02.1945
772 отдельная автотранспортная рота подвоза
12.02.1945 - 09.05.1945
7 гвардейский кавалерийский корпус
04.03.1945 - 12.03.1945
67 гвардейская танковая бригада
09.03.1945 - 09.05.1945
1 отдельный учебный сводный батальон химзащиты
18.03.1945 - 09.05.1945
1 гвардейская танковая армия
28.03.1945 - 09.05.1945
7 гвардейский кавалерийский корпус
01.04.1945 - 17.04.1945
115 укрепленный район
05.04.1945 - 10.04.1945
3 армия
08.04.1945 - 09.05.1945
7 гвардейский кавалерийский корпус
20.04.1945 - 09.05.1945
2 гвардейский кавалерийский корпус
21.04.1945 - 09.05.1945
2 гвардейская танковая армия
24.04.1945 - 09.05.1945

## Командование

### Командующие
- Генерал армии, с 29 июня 1944 — Маршал Советского Союза Рокоссовский, Константин Константинович (17 февраля — 5 апреля 1944, 16 апреля — 16 ноября 1944),
- Маршал Советского Союза Жуков, Георгий Константинович (16 ноября 1944 — 10 июля 1945).

### Члены Военного совета
- Генерал-майор интендантской службы Стахурский, Михаил Михайлович (17 февраля — 5 апреля 1944, 16 апреля — 11 мая 1944),
- Генерал-лейтенант Телегин, Константин Фёдорович (17 февраля — 5 апреля 1944, 16 апреля 1944 — 10 июля 1945),
- Генерал-лейтенант, с 29 июля 1944 — генерал-полковник, с 17 ноября 1944 — генерал армии Булганин, Николай Александрович (12 мая — 21 ноября 1944).

### Начальник политического управления
- Генерал-майор, с 23 июля 1944 — Генерал-лейтенант Галаджев, Сергей Фёдорович (17 февраля — 5 апреля 1944, 16 апреля 1944 — 10 июля 1945).

### Начальник штаба
- Генерал-полковник Малинин, Михаил Сергеевич (17 февраля — 5 апреля 1944, 16 апреля 1944 — 10 июля 1945).

### Начальник оперативного отдела
- Генерал-майор, с 13 сентября 1944 — Генерал-лейтенант Бойков, Иван Иванович (17 февраля — 5 апреля 1944, 16 апреля 1944 — 10 июля 1945).

### Начальник разведывательного отдела
- Генерал-майор Трусов, Николай Михайлович (6 февраля — 10 июля 1945).

### Командующие БТ И МВ
- Генерал-лейтенант танковых войск Орёл, Григорий Николаевич (17 февраля — 5 апреля 1944, 16 апреля 1944 — 10 июля 1945).

### Командующий артиллерии
- Генерал-полковник артиллерии Казаков, Василий Иванович (17 февраля — 5 апреля 1944, 16 апреля 1944 — 10 июля 1945).

### Начальник инженерных войск
- Генерал-лейтенант инженерных войск, с 26 июля 1944 — генерал-полковник инженерных войск Прошляков, Алексей Иванович (17 февраля — 5 апреля 1944, 16 апреля 1944 — 10 июля 1945).

## Расформирование
10 июня 1945 года, на основании директивы Ставки ВГК от 29 мая 1945 года, фронт был расформирован, а полевое управление фронта реорганизовано в управление созданной на территории Германии Группы советских оккупационных войск в Германии. Туда же вошло большинство частей и соединений, ранее входивших в 1-й Белорусский фронт. 

## Газета
Выходила фронтовая газета «Красная армия». Редактор — полковник Потапов Николай Степанович (1907-?). 24 марта 1944 года указом Президиума Верховного Совета СССР в «ознаменование 25-й годовщины газеты 1 Белорусского фронта „Красная Армия“ и за успешную работу по военному, политическому и культурному воспитанию личного состава войск фронта» газета была награждена орденом Красного Знамени.